# Juigné-Béné (Maine-et-Loire)
Pour les articles homonymes, voir Juigné.
 (octobre 2018).
Si vous disposez d'ouvrages ou d'articles de référence ou si vous connaissez des sites web de qualité traitant du thème abordé ici, merci de compléter l'article en donnant les références utiles à sa vérifiabilité et en les liant à la section « Notes et références ».
Juigné-Béné est une ancienne commune du département de Maine-et-Loire, ayant fusionné avec la commune de Montreuil-Belfroy en 1973 pour former la commune de Montreuil-Juigné.

## Géographie
Aujourd'hui, Juigné-Béné forme les deux quartiers nord de Montreuil-Juigné, Juigné et Béné, qui sont séparés par la Mayenne.

### Juigné
Juigné est un quartier situé à 2 km au Nord-Ouest du centre-bourg de Montreuil. Il s'agit de l'ancien bourg de la commune. C'est ici que se trouve l'ancienne mairie de Juigné-Béné, sur la place Robert Schumann, l'église Saint-Jean-Baptiste, un cimetière, un bistrot, une crêperie, un centre de loisirs au château de la Guyonnière et un restaurant.
L'école Jean Rostand, depuis longtemps ouverte aux habitants de Juigné, ferma ses portes en juin 1998 à cause étant d'un nombre insuffisant d'élèves.
Plusieurs hameaux qui appartenaient à la commune de Juigné-Béné dans l'ancien temps, font partie aujourd'hui de Montreuil-Juigné :
- Les Noues, est un petit hameau composé de huit maisons, se trouvant à 2,5 km du centre montreuillais, c'est là que se trouve le stade Raymond Langlet ;
- Le Fougeray, est un petit hameau se trouvant à 2,8 km du centre de Montreuil.

### Béné
Béné est le quartier le plus au nord de Montreuil-Juigné situé à 2 km de celle-ci. Il est séparé de Juigné par un pont traversant la Mayenne. C'est un quartier pavillonnaire assez aisé où l'on trouve de belles demeures. C'est aussi à Béné que l'on trouve la clinique vétérinaire de la commune.

## Politique et administration
De 1791 à l'an VIII, le territoire est partagé entre Montreuil et Avrillé.
| Période                                  | Période         | Identité                      | Étiquette | Qualité |
| ---------------------------------------- | --------------- | ----------------------------- | --------- | ------- |
| an VIII                                  |                 | Follenfant                    |           |         |
| an XIII                                  |                 | Nicolas-Jean Armand           |           |         |
| 1815                                     |                 | Claude Cocrie                 |           |         |
| 1853                                     |                 | Auguste de Mieulle            |           |         |
| mai 1884                                 |                 | Maurice de Mieulle            |           |         |
| mai 1896                                 |                 | Pierre Ayrault de Saint-Hénis |           |         |
| mai 1912                                 |                 | Charles de Montlaur           |           |         |
| mai 1925                                 |                 | Jean de Montlaur              |           |         |
| mai 1935                                 |                 | Jules Riveron                 |           |         |
| mai 1945                                 |                 | Henri Beaupère                |           |         |
| octobre 1947                             |                 | Raoul Beaufort                |           |         |
| mars 1965                                | 31 janvier 1973 | Léon Delanoue                 |           |         |
| Les données manquantes sont à compléter. |                 |                               |           |         |

Le 1er février 1973, Juigné-Béné et Montreuil-Belfroy fusionnent pour former la commune de Montreuil-Juigné,.

## Démographie
| 1911 | 1921 | 1926 | 1931 | 1936 | 1946 | 1954 | 1962  | 1968  |
| ---- | ---- | ---- | ---- | ---- | ---- | ---- | ----- | ----- |
| 484  | 495  | 462  | 458  | 469  | 665  | 864  | 1 193 | 1 238 |